# Visioo-Writer
Visioo-Writer es un visor del formato ODF de pequeño tamaño, pensado para poder leer documentos en este formato sin necesitar descargar una suite ofimática completa, producido por OpenOffice.org.
Visioo-Writer corre en diferentes plataformas y está escrito en lenguaje Python.